# Daniel de Morley
Pour les articles homonymes, voir Morley.
Daniel de Morley, Merlai, Merlac ou Marlach (v.1140 - v.1210), est un philosophe anglais connu pour avoir écrit un traité d’astronomie et de philosophie naturelle en deux livres qu’on retrouve sous les titres de Philosophia Magistri Danielis de Merlac ou de Liber de naturis inferiorum et superiorum.
Après ses études en Angleterre, il séjourne brièvement à Paris puis se rend à Tolède où il devient l’élève du traducteur Gérard de Crémone. Il revient ensuite en Angleterre en rapportant plusieurs livres. En chemin, il rencontre John d’Oxford, évêque de Norwich, son père spirituel. Ce dernier le questionne avec intérêt sur ce qu’il a appris à Tolède et en particulier sur l’astrologie. Ne pouvant répondre immédiatement à toutes ses questions, il décide d’écrire un ouvrage à son intention. À la fin du XIIe siècle, Daniel de Morley est prêtre d’une petite église de campagne à Flitcham et fait partie de la regis curia, le Conseil du roi en matière législative.
La vie et l’œuvre de Daniel de Morley s’inscrivent dans le phénomène culturel que plusieurs appellent la Renaissance du XIIe siècle. Cette époque se caractérise par la multiplication des écoles urbaines qui conduiront à la création des universités, par un intérêt renouvelé pour les textes classiques et par une nouvelle attitude intellectuelle qui donne préséance au raisonnement plutôt qu’à l’autorité des auteurs. Certains érudits comme Daniel de Morley s’intéressent de plus en plus aux disciplines scientifiques comme l’astronomie qui ont été négligées en Europe occidentale. Ce phénomène de renaissance est accompagné et renforcé par la découverte de la culture islamique qui en plus de ses richesses donne accès aux œuvres oubliées des anciens philosophes grecs. La Sicile ainsi que les villes de Venise et de Tolède sont les principaux centres intellectuels où les textes arabes et grecs sont étudiés et traduits en latin.
L’ouvrage de Daniel a survécu dans quelques manuscrits dont le plus étudié est London, British Library, Arundel 377. Des éditions complètes du texte original en latin ont été publiées, mais n’ont pas été traduites. L’étude philologique de ces éditions a notamment permis aux historiens d’identifier les principales sources du savoir de Daniel de Morley et d’émettre des hypothèses quant à l’identification des livres qu'il a ramenés en Angleterre.
Daniel de Morley fut l’un des principaux instigateurs de l'introduction du savoir gréco-arabe en Angleterre XIIe siècle. Avec quelques-uns de ses contemporains comme Gérard de Crémone, Roger de Hereford, Robert de Chester ou Alfred de Sareshel, il poursuivit les efforts d’Adélard de Bath pour le développement des sciences en Europe. Il a peut-être aussi contribué directement à la diffusion du savoir islamique et grec par les livres qu’il a rapportés de Tolède puisque plusieurs de ses présumées sources se retrouvent aussi à Oxford quelques années après son retour, lors des premiers moments de l’université d'Oxford.

## Sa vie
Daniel de Morley est issu d'une famille de la gentry du Norfolk. Presque tout ce qu’on connait sur sa vie est tiré directement de la préface et de l’analyse philologique d’un traité d’astronomie et de philosophie naturelle qu’il a écrit vers la fin du XIIe siècle. Ce traité intitulé Philosophia Magistri Danielis de Merlac ou de Liber de naturis inferiorum et superiorum nous est parvenu à l’intérieur de quelques manuscrits produits de son vivant ou peu après son décès.
Daniel serait né vers 1140 et aurait reçu son éducation à Hereford et Oxford. Dans la préface de son traité, il retrace son itinéraire intellectuel qui commence par un séjour d’étude à Paris vers les années 1160 ou 1170. Il est vite dégouté par l’ignorance et par l’attitude pédante des clercs. Il est également déçu par la prépondérance de l’étude du droit dans leurs écoles. Il entend alors que la doctrine des Arabes, presque entièrement consacrée aux sciences du quadrivium, est très étudiée et enseignée à Tolède. Il décide donc de s’y rendre au plus vite afin de pouvoir « entendre les philosophes les plus sages du monde ».
Daniel s’installe ainsi à Tolède et devient un élève immédiat de Gérard de Crémone. Leurs échanges intellectuels sont directement attestés dans l’ouvrage de Daniel par la référence à un débat animé à propos de l’influence des étoiles sur les affaires humaines. On ne connait pas la durée de son séjour à Tolède, mais il est reparti avant 1184 selon la trace d’une dette qu’il aurait contractée en Angleterre avant cette date.
Il écrit être revenu en Angleterre à la demande de ses amis en rapportant une « multitude de livres précieux ». Sa première réaction en est une de déception en constatant que les arts libéraux se limitent chez lui comme à Paris aux sciences du droit, et qu’Aristote et Platon sont tombés dans l’oubli. Mais il apprend que ce n’est pas le cas à Northampton et décide de s’y rendre, craignant sinon de devenir l’unique Grec parmi les Romains.
En route vers Northampton, il rencontre John d’Oxford, évêque de Norwich, qu’il nous présente comme son seigneur et son père spirituel. Ce dernier l’accueille chaleureusement et se montre très intéressé par les connaissances acquises à Tolède. La dernière question de John sur le mouvement des astres les amène à parler de l’astrologie. John mentionne alors que « certaines choses sur cette terre semblent être subordonnées à leurs supérieurs, comme sous un lien de réalité ». N’ayant pas le temps de répondre à toutes les questions de John, Daniel décide d’écrire à son intention un ouvrage en deux livres; le premier portera sur la partie inférieure de l’univers, soit le monde terrestre, et le second sur la partie supérieure, c’est-à-dire le monde des astres.
Rien n’indique dans la préface ou ailleurs que Daniel se soit rendu à Northampton. Mais il est fort possible qu’il soit passé par Oxford qui se trouve sur le chemin. Deux faits militent d’ailleurs en faveur de cette hypothèse. D’une part, on sait que John a résidé à Oxford au moins deux fois pendant qu’il était évêque de Norwich. D’autre part, on sait que certains des manuscrits qui font partie des sources les plus importantes de Daniel, et qui par conséquent font peut-être partie des livres qu’il a ramenés de Tolède, étaient connus à Oxford à cette époque qui correspond à celle des débuts de l’université.
Quelques informations supplémentaires sur la vie de Daniel de Morley proviennent d’autres sources historiques. En 1198, il apparait dans une liste de membres de la curia regis c’est-à-dire du conseil du roi en matière législative. L’année suivante, il y est inscrit avec la mention indiquant qu’il est prêtre à Flitcham, dans le Norfolk. On trouve aussi sa trace en 1205 alors qu’il occupe la même fonction ecclésiastique au même endroit. Il a peut être été au service du roi à la fin de sa vie. On ne connait pas la date de son décès.

## Contexte historique
La vie et l’œuvre de Daniel de Morley s’inscrivent dans le phénomène culturel et intellectuel que certains historiens appellent la Renaissance du XIIe siècle. Cette idée de renaissance est née au XIXe siècle et a été popularisée par un ouvrage de Charles Homer Haskins publié en 1927. Du point de vue culturel, le XIIe siècle se caractérise par la multiplication des écoles urbaines, par une redécouverte ou un intérêt renouvelé pour les textes latins classiques, et surtout par la découverte des œuvres classiques des anciens philosophes grecs et de la culture islamique. À la fin du siècle, naîtront aussi les premières universités à Bologne, Paris et Oxford.
La multiplication des écoles s’accompagne de nouvelles méthodes d’étude basées sur une utilisation accrue de la dialectique, l’un des 7 arts libéraux qui avec la grammaire et la rhétorique constituent le trivium. Les intellectuels sont amenés à développer une nouvelle attitude dans l’étude des textes qui donne la préséance à la raison plutôt qu’à l’autorité de l’auteur. Ce sera un premier pas vers le développement d’une pensée véritablement originale. Cette attitude est sûrement renforcée par le contact avec la culture islamique. Dans Quaestiones Natural, par exemple, Adélard de Bath associe l’autorité à un licou qui permet aux auteurs de nous diriger comme des bêtes, et écrit avoir appris des Arabes qu’il vaut mieux se laisser diriger par la raison.
En même temps, l’intérêt s’accroit pour les quatre disciplines des arts libéraux qui forment le quadrivium, soit l’arithmétique, la géométrie, l’astronomie et la musique. Ces disciplines qui forment la base de ce qu’on appelle aujourd’hui les sciences continuent cependant d’être passablement négligées par la plupart des intellectuels européens. L’historien André Vauchez écrit par exemple que « seuls quelques esprits curieux comme les Anglais Adélard de Bath ou Daniel de Morley manifestèrent un intérêt particulier pour les sciences ». Daniel n’est pas le seul à suivre les traces d’Adélard de Bath. On peut ajouter Gérard de Crémone, Roger de Hereford, Robert de Chester ou Alfred de Sareshel, par exemple, mais il est un des premiers. Encore ici, le contact avec la culture islamique y est pour beaucoup puisque les Arabes cultivaient ce genre de savoir, comme Daniel le reconnait dans sa préface, et que c’est précisément par l’étude de leurs ouvrages que toutes ces personnes se sont initiées aux sciences.
Au XIIe siècle, la Sicile ainsi que les villes de Venise et de Tolède sont les principaux lieux d’origine de la diffusion de la culture islamique et de celle des anciens Grecs. Dans la seconde moitié du XIIe siècle, Tolède est déjà célèbre, comme en témoigne la préface de Daniel, comme un centre intellectuel de tout premier ordre et le principal centre de traduction d’ouvrages arabes en latin. Les chrétiens ont repris la ville aux musulmans en 1085, soit presque 100 ans auparavant, mais l’arabe continue d’être compris et parlé par plusieurs chrétiens, notamment par ceux qu’on appelle Mozarabes. L’un des traducteurs les plus prolifiques à Tolède est Gérard de Crémone. Il a en effet traduit plus de 70 œuvres dans diverses disciplines comme les mathématiques, la médecine, la philosophie. Il a notamment traduit de l’arabe l’Almageste de Ptolémée et plusieurs œuvres d’Aristote. Ces textes d’Aristote sur les sciences naturelles et la médecine sont alors nouveaux dans le monde latin. Les intellectuels sont attirés à Tolède pour l’accès non seulement aux œuvres des Arabes, mais aussi à ceux des auteurs grecs qui ont été traduits en arabe. Les Anglais comme Daniel de Morley y sont d’ailleurs particulièrement bien accueillis depuis le mariage en 1170 d’Aliénor d'Angleterre, la fille d’Henri II et d’Aliénor d'Aquitaine, avec Alphonse VIII, le roi de Castille et de Tolède.

## Son œuvre

### Manuscrits

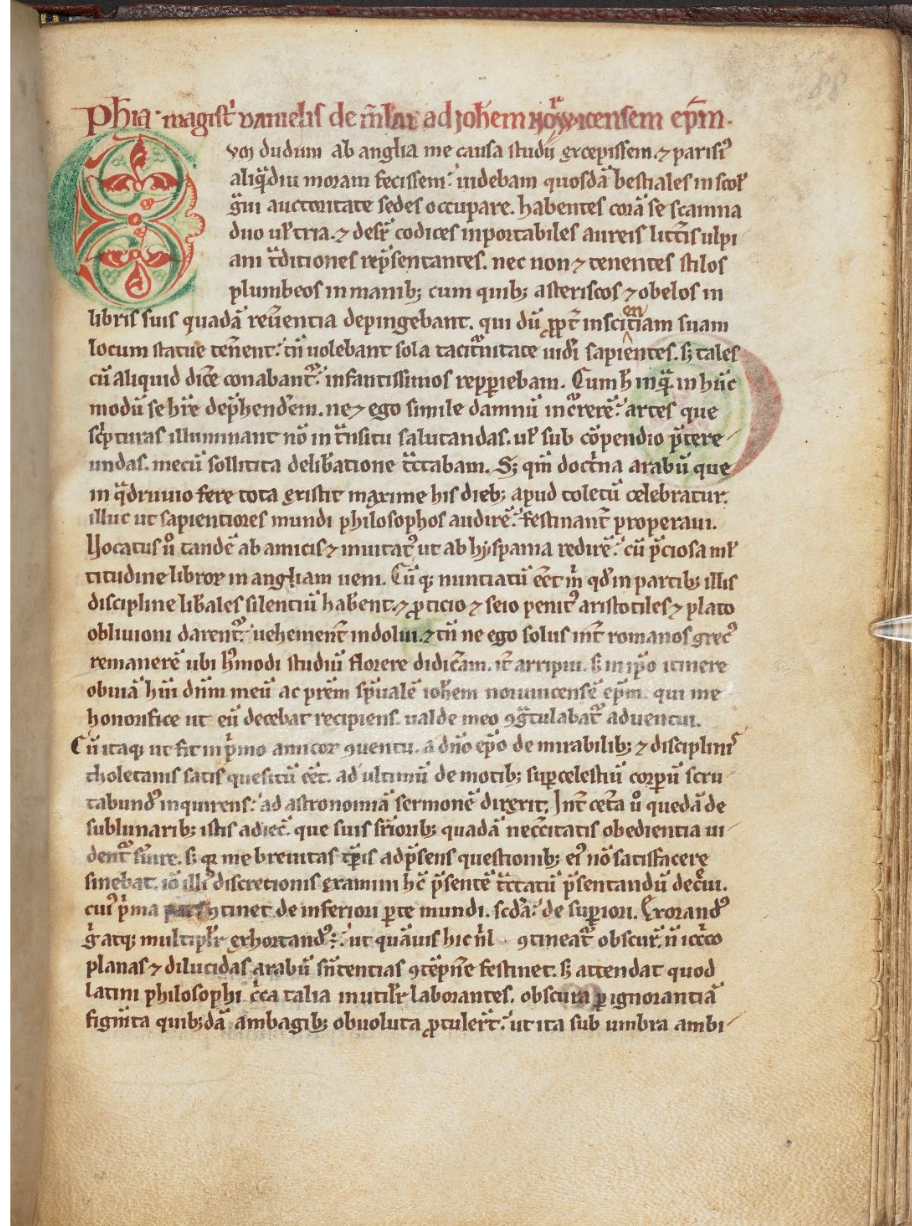
Première page du traité de Daniel de Morley, manuscrit London, British Library, Arundel 377, f. 88r.

L’ouvrage de Daniel de Morley a survécu et nous est parvenu dans son entier à l’intérieur de quatre manuscrits et en partie dans un cinquième. Le manuscrit London, British Library, Arundel 377 est celui qui a été le plus utilisé pour l’étude du traité. Il a été produit entre le dernier quart du XIIe siècle et le premier quart du XIIIe siècle et provient d’Ely, une petite ville épiscopale située tout près de Cambridge. Le traité de Daniel de Morley est long de 32 pages, entre les feuillets 88 recto et 103 verso, et est intitulé Philosophia magistri Danielis de Merlai ad Johannem Norwicensem episcopum. Les manuscrits du Moyen Âge contiennent souvent plus qu’une œuvre. Dans celui-ci, on trouve des textes astrologiques, un calendrier des saints, ainsi que les traités suivants:
- Hermann de Reichenau, De Mensura Astrolabii et Ejus Utilitate, cum Tabulis;
- Ahmad Ibn Muhammed al-Farghānī, Rudamenta Astronomica;
- Abraham ben Meïr Ibn Ezra, De Tabulis Planetarum;
- Adélard de Bath, Liber Astrolabi;
- Roger de Hereford, Astrological Tables;
- Daniel de Morley, De Naturis Superiorum et Inferiorum;
- Guillaume de Conches, Dragmaticon Philosophiae….

Le manuscrit Berlin, SB, lat. Q. 387 est aussi une source importante pour l’étude du traité de Daniel de Morley puisqu’il a été utilisé pour préciser certaines parties du contenu du manuscrit Arundel 377. Il date du XIIe siècle et la présence de nombreuses notes de copistes indique qu’il n’a pas été écrit directement par Daniel ni copié à partir de l’original. Son existence suggère de plus que le traité de Daniel a connu à l’origine une rapide diffusion.
Dans le manuscrit Oxford, Corpus Christi College, 95 le traité de Daniel est faussement attribué à Guillaume de Conches. Le manuscrit Cambridge, University Library, Kk.I.1 contient le traité en entier alors que le manuscrit Oxford, Oriel College, 7 ne contient que des extraits. On trouve par ailleurs des extraits dans un cahier de notes de Brian Twyne, un antiquaire d’Oxford du XVIIe siècle.

### Éditions
Le traité de Daniel est mentionné dans la littérature scientifique moderne dès 1838 dans un ouvrage de Charles Jourdain sur la philosophie naturelle au XIIe siècle. Mais c’est à partir du moment où le traité est édité que les études du document se font plus nombreuses. Une édition partielle est d'abord publiée en 1874 puis une complète en 1918. Cette édition est basée sur le manuscrit Arundel 377, mais dès l’année suivante, des précisions et corrections basées sur le manuscrit de Berlin sont publiées dans la même revue. La dernière édition date de 1979. Le texte est découpé en sections et paragraphes, et des sous-titres identifient clairement le sujet de chacune des sections. Les noms des auteurs cités par Daniel sont de plus imprimés en majuscules pour faciliter leur repérage. Le contenu de l’ouvrage de Daniel se présente ainsi :
| Liber primus                           | Liber alter                                  |
| -------------------------------------- | -------------------------------------------- |
| Prefatio                               | Prefatio                                     |
| 1. De homine                           | 1. De creatione celi et terre                |
| 2. De creatione mundi                  | 2. De immutabilitate celi                    |
| 3. De Yle                              | 3. Difinitio celi                            |
| 4. De elementorum primaria ordinatione | 4. De celi pondere, luciditate, simplicitate |
| 5. De mundi principio                  | 5. De celi motu et forma                     |
| 6. De compositione mundi               | 6. De natura stellarum                       |
| 7. De dispositione elementorum         | 7. Quod stelle non sint calide               |
| 8. De qualitatibus elementorum         | 8. De stellarum coloribus                    |
| 9. De motu elementorum                 | 9. De virtute planetarum                     |
|                                        | 10. Digressio de calumniatoribus astronomie  |
|                                        | 11. De circulis celestibus                   |
|                                        | 12. De retrogradatione                       |
|                                        | 13. De signis                                |
|                                        | 14. De signorum virtutibus                   |

### Sources de Daniel de Morley
Daniel réfère à 15 ouvrages originaux d’auteurs arabes ou grecs. Parmi eux 4 ont été traduits en latin par Gérard de Crémone et il est apparent que les citations de Daniel proviennent de ces versions. Les principales sources arabes sont :
- Al-Farghani (Alfergani), Rudimenta astronomica
- Al-Fârâbî (Alfarabi), ou Ibn Sīnā (Avicenne)[30] De ortu scientiarum
- Abou Ma'shar (Albumasar), Maius introductorium [in astrologiam]

Du premier de ces traités, qui a été traduit par Jean de Séville, il tire l’astronomie ptoléméenne. De celui d’Al-Fârâbî, il tire sa division de l’astronomie en sous-domaines. Il emprunte notamment 7 des 8 domaines de la science proposés par l’auteur arabe. Ces 7 domaines sont la science des jugements, la science de la médecine, la science de la nécromancie selon les médecins (secundum phisicam), la science de l’agriculture, la science l’alchimie, la science des images et la science des miroirs. Pour le huitième, Daniel remplace la navigation par la science des illusions magiques (scientia de prestigiis).
L’auteur arabe le plus important pour Daniel semble être Abou Ma'shar puisqu’il cite son ouvrage au moins douze fois. Il tire son astrologie d’une version abrégée du Maius introductorium traduite par Adélard de Bath et de la traduction d’Herman le Dalmate du Maius introductorium plutôt que de la traduction produite par son maître Gérard de Crémone. De la science islamique, il utilise aussi le traité d’Adélard de Bath, De opere astrolapsus pour expliquer et illustrer le mouvement des planètes.
Daniel cite 4 écrits d’Aristote, soit Physica, De generatione et corruptione, De coelo et mundo, De sensu et sensato. Il semble s’être servi de traductions de Gérard de Crémone, mais pas exclusivement puisque plusieurs de ses citations d’Aristote viennent d’Avicenne. Il a pu également avoir accès à des versions gréco-latines provenant de l’Italie. Daniel cite l’Almageste de Ptolémée, le traité d’astronomie le plus important que Gérard ait traduit, mais il ne semble pas très bien connaitre cet ouvrage. Il se limite en effet à des citations vagues ou à des citations provenant d’autres ouvrages comme celui d’Abou Ma'shar. Parmi les œuvres grecques, la traduction de Chalcidius du Timée de Platon est une des sources importantes de Daniel et teinte la partie philosophique de son traité. Dans ce domaine, l’influence de l’École de Chartres est aussi visible dans l’ouvrage.
Du côté des auteurs latins, Firmicus Maternus est la principale source de Daniel pour l’astrologie. Il mentionne notamment un débat animé avec Gérard sur l’influence des astres dans les affaires humaines, dans lequel ce dernier a recours à Firmicus pour réfuter une attaque de Grégoire le Grand contre les astrologues. Il cite également Martianus Capella, mais seulement pour rejeter les erreurs qu’il fait à son point de vue, comme presque tous les autres latins, sur le mouvement des planètes.
L’influence d’Adélard de Bath est manifeste à plusieurs égards. Daniel copie des passages entiers de De opere astrolapsus et de la traduction du traité abrégé de Abou Ma'shar. Par ailleurs, la façon dont il parle de son itinéraire intellectuel rappelle celle d’Adélard parti pendant sept ans vers la fin du XIe siècle pour apprendre des Arabes. Comme Adélard il formule l’idée d’avoir écrit en latin ce qu’il avait appris des Arabes parce qu’on ne doit pas être ignorant de la composition du monde dans lequel on habite.

## Impacts de Daniel de Morley
L’ouvrage de Daniel a peut-être connu une certaine diffusion à l’origine, mais on ne trouve pas d’auteurs qui l’aient cité par la suite. Cela s’explique peut-être par le fait que le contenu n’est pas véritablement original et qu’il paraît alors que les œuvres sur lesquelles il est basé commencent déjà à être connues. Vers la fin du XIIe siècle, l’Europe est en effet inondée de traductions latines des auteurs arabes et grecs.
La partie de son contenu qui concerne l’astrologie a peut-être suscité la controverse. Au XIIe siècle, il était naturel de chercher à étendre la portée des lois régissant le ciel et le mouvement des astres pour expliquer les phénomènes terrestres et humains. On cherchait par exemple à établir un parallèle entre le microcosme (le monde intérieur, l’homme) et le macrocosme (le monde extérieur, l’univers). On pouvait ainsi chercher des relations entre les 4 éléments qui composent le monde physique et les 4 humeurs qui composent le corps humain, et même avec certaines qualités intérieures comme la passion, la curiosité ou la cruauté. L’astrologie pouvait donc dans ce contexte être considérée comme une science légitime. Mais ce n’était généralement pas l’avis de l’Église pour qui l’astrologie faisait partie des arts magiques et était considérée comme reliée à l’intervention ou à la suggestion démoniaque. Ces nouvelles connaissances devaient être condamnées selon des moines comme Hugues de Saint-Victor.
Avec son traité, Daniel a sûrement eu une influence sur ses contemporains. Avec une poignée de personnes, il fait partie des tout premiers intellectuels à participer au développement du mouvement scolastique en Angleterre après Adélard de Bath. Sa contribution arrive au moment où en plus de la science arabe, les œuvres d’Aristote se répandent en Angleterre. Son ouvrage est ainsi un des premiers en Angleterre à promouvoir la pensée aristotélicienne en philosophie naturelle. Dans le domaine de la philosophie, il a peut-être aussi contribué à propager la pensée platonicienne et la tradition de l’École de Chartres.
Daniel de Morley a peut-être eu un impact additionnel par les livres qu’il a ramenés de Tolède. L’analyse de son traité permet d’émettre quelques hypothèses à cet effet puisqu’il a été écrit après son retour en Angleterre. Parmi ces livres il y aurait la traduction d’Hermann du livre d’Abou Ma'shar, le De coelo et mundo d’Aristote et peut-être d’autres traductions de Gérard de Crémone.